# Иван Чермак
Иван Чермак (Загреб, 19. децембар 1949) пензионисани је генерал војске Републике Хрватске, оптужен за ратне злочине над крајишким Србима након операције Олуја.
Рођен 19. децембра 1949. у општини Загреб. Од 1990. до 1991. године обављао је дужност потпредседника Извршног одбора Хрватске демократске заједнице и био је саветник председника Фрање Туђмана. Године 1991. именован је за помоћника министра одбране у Влади Републике Хрватске и ту дужност обављао је до 1993. године. Док је био на тој дужности и након тога, имао је чин генерал-пуковника.
Дана 5. августа 1995. председник Туђман је лично именовао Чермака за команданта Зборног места Книн, које је укључивало општине
Цивљане, Ервеник, Кијево, Кистање, Книн, Надвода и Орлић. Чермак је остао на дужности команданта Зборног места приближно до 15. новембра 1995. године.
Због сумње да су јединице под његовом командом починиле ратне злочине током Олује, Хашки трибунал га је, заједно с генералом Антом Готовином и Младеном Маркачем подигао оптужницу. Док је Готовина избегавао да се преда Хашком трибуналу, Маркач и Чермак су се ставили на располагање суду, па им је одобрена одбрана са слободе, односно боравак у кућном притвору до почетка суђења.